# Lediga
Lediga är en lystringsgrad inom det svenska militärväsendet för soldater i tjänst. Det är den fjärde högsta lystringsgraden efter givakt, lystring och manöver och innebär att soldaten för tillfället inte förväntas ta emot viktig information från sitt befäl. Soldaten skall stanna på sin position men kan inta en bekväm, stående eller på order sittande kroppsställning, vända sig och prata med sina kamrater om annat än tjänsten men skall vara beredd på order om ändring av lystringsgraden.